# The Black Light (Calexico)
The Black Light è il secondo album del gruppo alternative country/rock dei Calexico, pubblicato nel 1998 per la Quarterstick Records.
Il disco è un Concept album sul deserto dell'Arizona e del nord Messico, che ha ricevuto recensioni entusiastiche sia da riviste di settore sia da giornali generalistici statunitensi.
Per il critico musicale Piero Scaruffi è un disco perfetto sia dal punto di vista melodico e armonico, sperimentale e classico nello stesso tempo.

## Tracce
Tra parentesi l'autore
1. Gypsy's Curse (Burns) – 4:17
2. Fake Fur (Burns) – 2:36
3. The Ride (Part 2) (Burns) – 3:08
4. Where Water Flows (Burns, Convertino) – 1:57
5. The Black Light (Burns, Convertino) – 3:20
6. Sideshow (Burns, Convertino) – 2:20
7. Chach (Burns, Convertino) – 3:32
8. Missing (Burns) – 6:10
9. Minas de Cobre (For Better Metal) (Burns) – 3:08
10. Over Your Shoulder (Burns) – 4:10
11. Vinegaroon (Burns, Convertino) – 1:06
12. Trigger (Burns) – 2:34
13. Sprawl (Convertino) – 1:27
14. Stray (Burns) – 2:54
15. Old Man Waltz (Convertino) – 2:29
16. Bloodflow (Burns) – 5:09
17. Frontera (Burns) – 4:19

The Black Light — 20th Anniversary edition bonus tracks
1. El Morro - 4:44
2. Man Goes Where Water Flows - 4:18
3. Glowing Heart of the World - 4:49
4. Too Much Sprawl - 6:55
5. Rollbar - 5:01
6. Minas De Cobre (Extend-O-Mix) - 6:18
7. Minas De Cobre (Spatial Mix) - 4:16
8. Minas De Cobre (Acoustic Mix) - 2:16
9. Lacquer - 4:00
10. Drape - 4:15
11. Bag of Death - 1:45

## Formazione
- Joey Burns - voce, contrabbasso, chitarrae, violoncello, mandolino, fisarmonica, tastiere, steel guitar, percussioni
- John Convertino - batteria, vibrafono, marimba,

## Musicisti di supporto
- Howe Gelb - pianoforte, organo elettrico
- Nick Luca - Chitarra flamenca, legnetti
- Gabriel Landin - Guitarrón
- Neil Harry - pedal steel guitar
- Bridget Keating - violino
- Rigo Pedroza, Fernando Sanchez, Al Tapatio - tromba
- Tasha Bundy - cori
- Stephanie Nelson - fuzz Vox